# 表糟屋郡
表糟屋郡（おもてかすやのこおり・おもてかすやぐん）は筑前国にかつて存在した郡である。

## 沿革

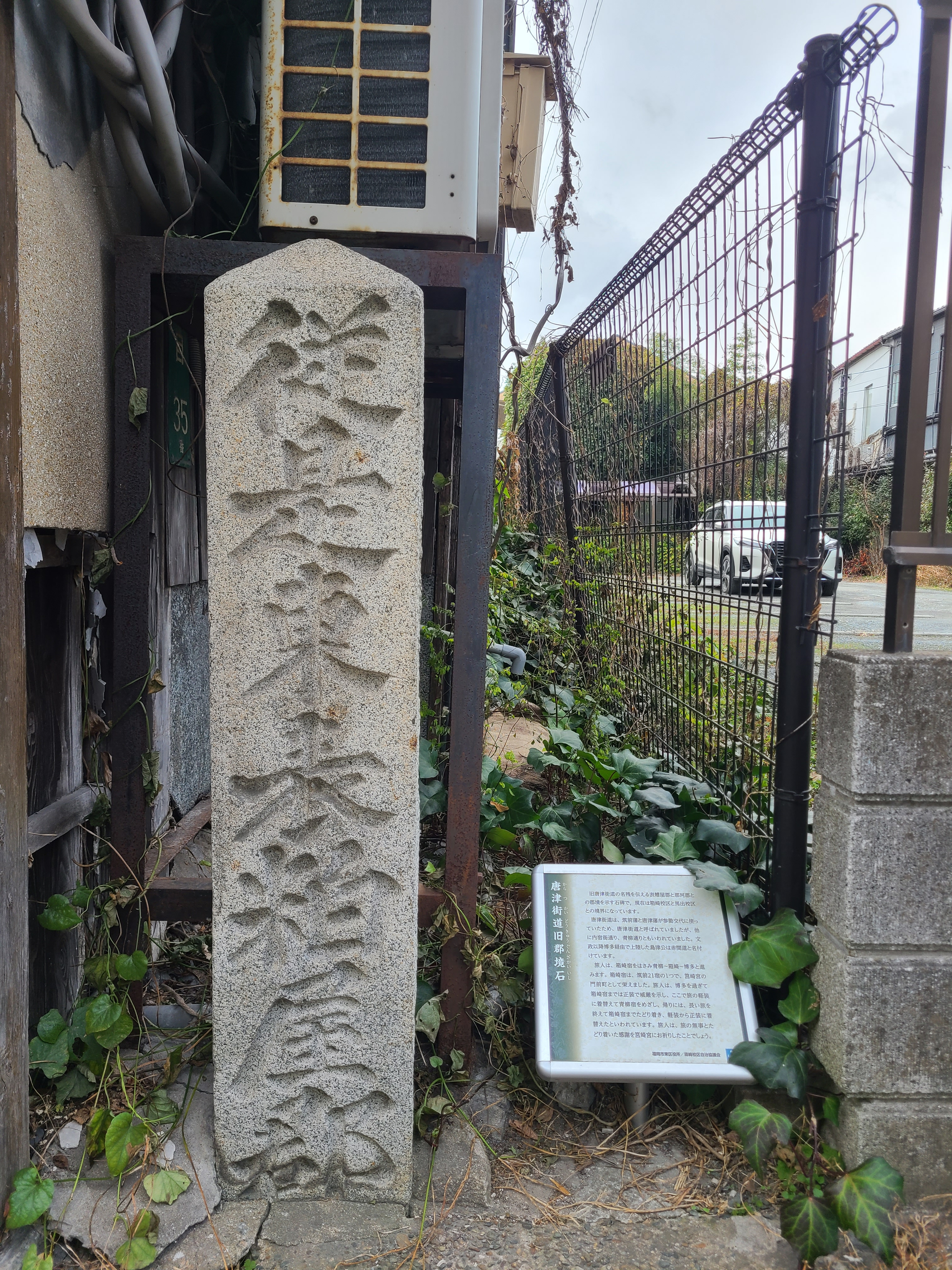
箱崎商店街（福岡市東区）に残る唐津街道の郡境石（2025年）
「従是東表粕屋郡（これより東は表粕屋郡）」と彫られている。

- 江戸時代 - 黒田氏により伊野香椎の山を境にして誕生。南部を表糟屋郡と称する。
- 1889年（明治22年）4月1日 - 町村制施行により裏糟屋郡と合併して糟屋郡となる（1町10村）。
  - 久原村・山田村（現: 久山町）
  - 篠栗村・勢門村（現: 篠栗町）
  - 仲原村・大川村（現: 粕屋町）
  - 須恵村（現: 須恵町）
  - 宇美村（現: 宇美町）
  - 志免村（現: 志免町）
  - 箱崎町・多々良村（現: 福岡市東区）